# Kumaradeva

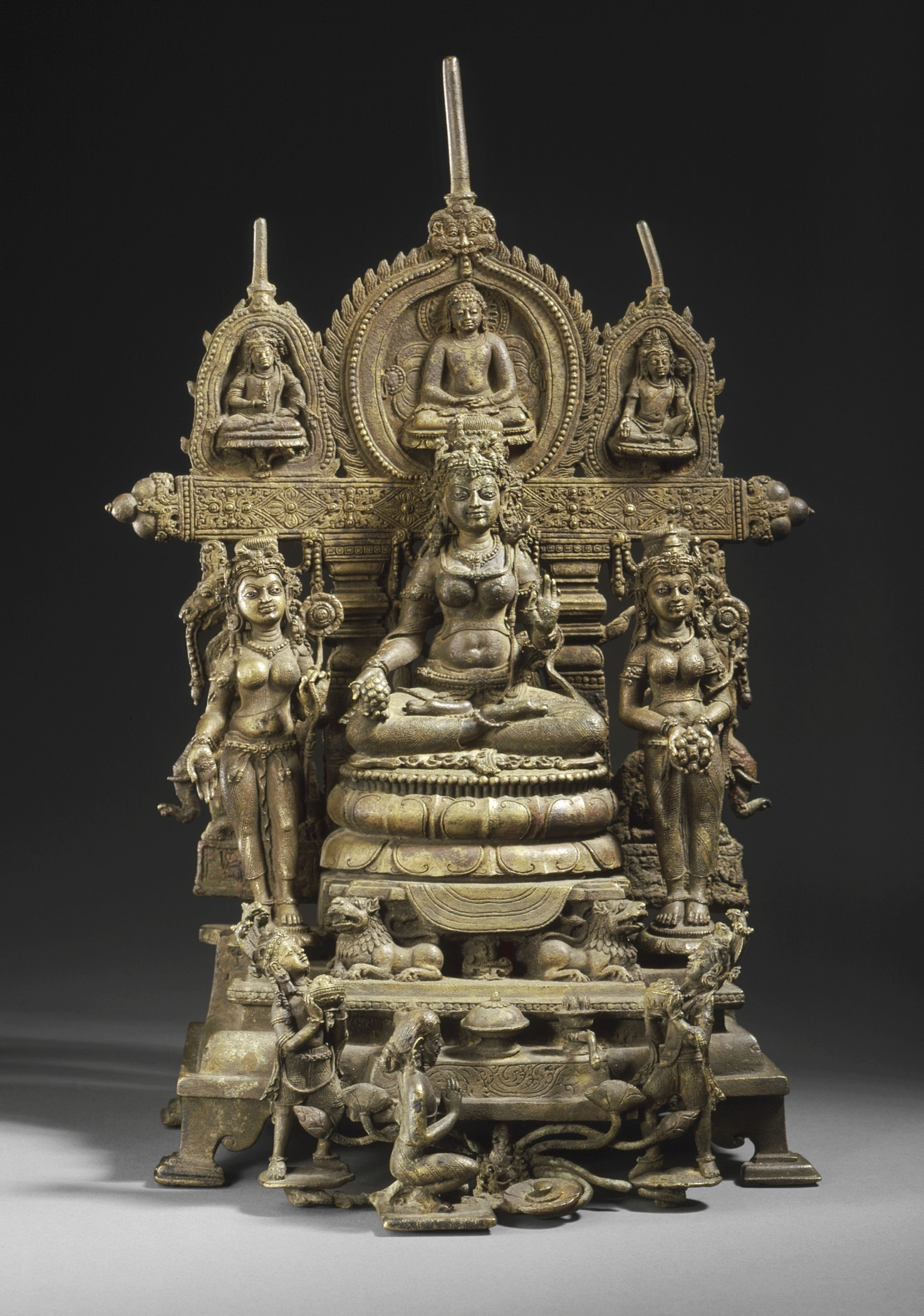
Retablo de la diosa budista Shyama Tara (Tara Verde) asistida por Sita Tara (Tara Blanca) y Bhrikuti. Sirpur (Madhya Pradesh), India.

Kumaradeva fue un escultor y tratadista indio que estuvo activo en el siglo VIII. 
Entre sus obras destaca el retablo budista La deidad femenina Shyama Tara ('Tara verde') atendida por Sita Tara ('Tara blanca') y la princesa nepalesa Bhrikuti.
También es autor del tratado Silparatna, que describe detalladamente las técnicas de pintura al fresco seco de la época. Según este texto, un cuadro debe pintarse con los colores apropiados, junto con las formas y los sentimientos (rasas), y los estados de ánimo y las acciones (bhavas) adecuados.